# Bibern, Schaffhausen
Bibern är en ort i kommunen Thayngen i kantonen Schaffhausen i Schweiz. Den ligger cirka 9 kilometer nordost om Schaffhausen, vid gränsen till Tyskland. Orten har cirka 280 invånare (2023).
Orten var före den 1 januari 2009 en egen kommun, men inkorporerades då tillsammans med Altdorf, Hofen och Opfertshofen i kommunen Thayngen.